# Roman Simović
Roman Simović (ur. 1981 we Lwowie) – ukraiński skrzypek i dyrygent, kameralista.

## Życiorys
Występował m.in. w Teatrze Bolszoj w Moskwie, Teatrze Maryjskim w Petersburgu, Teatrze Wielkim w Tel-Awiwie, Victoria Hall w Genewie, Rudolfinum w Pradze, Barbican Centre w Londynie i Art Center w Seulu. 
Jest laureatem XII Międzynarodowego Konkursu Skrzypcowego im. Henryka Wieniawskiego w Poznaniu w 2001 (II nagroda). Posiada też inne nagrody, m.in. Premio Rudolfo Lipizar, Sion-Valis i Yampolski Violin Competention. Współpracuje regularnie m.in. z London Symphony Orchestra (koncertmistrz), Symphony Nova Scotia, Camerata Bern, czy Filharmonią Praską. Współpracował z takimi dyrygentami, jak: Walerij Giergijew, Daniel Harding, Antonio Pappano i Nikolaj Znaider, a także z solistami, m.in. z Leonidasem Kavakosem, Mischą Maiskim, Shlomo Mintzem, Simonem Trpczeskim i Julianem Rachlinem. Jest współzałożycielem Rubikon String Quartet. Gra na skrzypcach Stradivariusa z 1709. 